# Renard Ier de Dampierre-en-Astenois
Renard Ier de Dampierre-en-Astenois, également nommé Reynald, Raynald, Rainard ou Renaud († en 1191), est seigneur puis comte de Dampierre en Astenois à la fin du XIIe siècle. Il est le fils d'Henri de Dampierre-en-Astenois, seigneur de Dampierre-en-Astenois.

## Biographie
En 1162, le comte de Champagne Henri Le Libéral menait des négociations pour le roi de France Louis VII le Jeune avec l'empereur Frédéric Barberousse. Devant le refus du monarque de se présenter à une entrevue, il se place de lui même comme otage de l'empereur. En échange de sa libération, il place la suzeraineté de neuf châteaux dans le Saint-Empire romain germanique, dont celui de Dampierre-en-Astenois, qui était situé le long de la frontière franco-germanique. La frontière traverse ainsi le comté de Champagne et place Dampierre-en-Astenois dans le Saint-Empire romain germanique, auquel Renard et le comte Henri doivent allégeance. Par la suite, Louis VII affirma que la cession du comte Henry avait été faite sans son autorisation, mais elle ne fut pas annulée.
En 1163, le pape Alexandre III émet une bulle confirmant les acquisitions l'abbaye de Monthiers-en-Argonne. Parmi eux se trouvait la donation de Bouillemont, qui fait maintenant partie de Rapsécourt, par Guillaume de Sommièvre, avec l'accord de ses fils et filles, et qui avait été confirmée par Renard comme le seigneur de Guillaume. Le pape fait référence à Renard en tant que comte et pas simplement en tant que seigneur. Renard était également garant du prieuré de Saint-Martin-aux-Champs lorsque le prieur a fait don d'un loyer à l'abbaye de Monthiers-en-Argonne.
En 1172, il apparait dans la première édition de la Feoda Campaniae, une liste de tous les fiefs du comté de Champagne, où il a été classé comme homme lige dans la châtellenie de Vitry.
En 1191, il décède à Châlons des suites d'une grave maladie.

## Mariage et enfants
Il épouse Euphémie, dont le nom de famille est inconnu, dont il a au moins cinq enfants :
- Béatrice, qui épouse Mathieu de Lorraine, comte de Toul, fils de Mathieu Ier, duc de Lorraine, et de Judith-Berthe de Hohenstaufen, dont elle a plusieurs enfants.
- Renard, qui succède à son père.
- Henri, tige de la branche de Ponthion.
- Marie, citée dans une charte de 1217 et dans une autre de 1233. Elle épouse André de Abbatia, dont elle a au moins un fils (André).
- au moins une autre fille citée mais non nommée dans un charte de 1217. Elle aurait épousé un membre de la famille de Beaufremont.

Il est possible que, une fois veuf, il eut épousé en secondes noces une certaine Dominique dont le nom de famille est inconnu,.

## Source
- Marie Henry d'Arbois de Jubainville, Histoire des Ducs et Comtes de Champagne, 1865.
- Anatole de Barthélemy, Le comté d'Astenois et les comtes de Dampierre-le-Château, 1888.